# Distinto amanecer
Distinto amanecer es una película dramática mexicana de 1943, escrita y dirigida por Julio Bracho y protagonizada por Andrea Palma y Pedro Armendáriz. El guion parte de la obra La Vida Conyugal de Max Aub, con diálogos de Xavier Villaurrutia.

## Sinopsis
Un líder sindical es asesinado por órdenes del corrupto gobernador Vidal. Octavio (Pedro Armendáriz), compañero del líder asesinado, busca unos documentos que comprometen al asesino. Perseguido por los esbirros de Vidal, Octavio se encuentra con Julieta (Andrea Palma), una antigua compañera de la universidad de la cual estuvo enamorado. Julieta lo acompaña en la búsqueda de los documentos, mientras se debate entre el amor que siente hacia él y el compromiso que tiene con su familia.

## Reparto
- Pedro Armendáriz como Octavio
- Andrea Palma como Julieta.
- Alberto Galán como Ignacio Elizalde.
- Narciso Busquets como Juanito
- Beatriz Ramos como Amante de Ignacio
- Paco Fuentes como Memo
- Octavio Martínez como Jorge Ruiz
- Felipe Montoya como Don Santos
- Enrique Uthoff como Gobernador Vidal
- Maruja Grifell como Esposa de Ruiz
- Manuel Arvide como Pistolero
- Lucila Bowling como Gloria, cabaretera
- Manuel Dondé como Pistolero
- Manuel Roche como Pistolero
- Ana María González como Cantante
- Kiko Mendive como Cantante

No acreditados
- Alfonso Carti como Policía
- Yolanda de la Cruz como Bailarina
- Magdalena Estrada como Cabaretera
- Gaspar Henaine "Capulina" como Asistente de ferrocarril

## Comentarios
El sitio web Más de cien años de cine mexicano del Tecnológico de Monterrey reza sobre la película:

Distinto amanecer es un ejemplo clásico del cine mexicano de la primera etapa de la época de oro. El filme del director Julio Bracho —un intelectual de extracción teatral— posee una excelente factura técnica y destaca por su acertada combinación de excelentes actuaciones y una trama de actualidad ambientada espléndidamente en locaciones reales, algo inusual para el cine que se había hecho hasta ese momento.

Alabada por la crítica mexicana como una de las mejores películas de su tiempo, Distinto amanecer muestra un cine mexicano alejado de los estereotipos rurales que se popularizaron a raíz del éxito de Allá en el Rancho Grande (1936). La gran protagonista de esta cinta es la ciudad -la metrópolis en que se estaba convirtiendo la capital mexicana-, con sus ambientes sórdidos y personajes corruptos. Si Ciudad de México se estaba volviendo un sitio cosmopolita, el cine que se producía en ella reflejaba esta transformación.

Al terminar la década de los cuarenta, los ambientes rurales terminarían por ceder el paso a los entornos urbanos, en medio de los cuales surgirían nuevas estrellas, como David Silva, Pedro Infante o Ninón Sevilla, quienes encarnarían a los obreros y cabareteras, arquetipos de la nueva realidad urbana del país.

La cinta ocupa el puesto 22 entre las 100 Mejores Películas del Cine Mexicano, de acuerdo a la opinión de especialistas de la revista Somos.